# Femtofotografia
Femtofotografia è un termine riferito alla cattura di immagini ad altissima velocità.
La femtofotografia di oggetti macroscopici è stata realizzata per la prima volta da un gruppo di ricercatori Media Lab del Massachusetts Institute of Technology (MIT), guidato da Ramesh Raskar. Prima di allora il termine era stato usato per procedure sperimentali proposte in esperimenti di fisica nucleare.
Il gruppo di Raskar afferma nella propria pubblicazione di essere in grado di catturare esposizioni così brevi che la luce percorre soltanto 0,6 mm (pari a un tempo di pochi picosecondi, o migliaia di femtosecondi) grazie ad apparecchiature avanzate e sofisticati algoritmi.
La tecnica della femtofotografia permette fra l'altro di registrare l'immagine di un oggetto nascosto dietro un angolo attraverso la riflessione dei fotoni su una superficie intermedia, sull'oggetto stesso e poi di nuovo sulla superficie intermedia verso l'obiettivo fotografico.
Presentando il proprio lavoro alla conferenza TED Global 2012 Raskar ha raggiunto un pubblico molto ampio grazie al video della conferenza e alla sua diffusione virale attraverso internet.